# Giarre
Giarre település Olaszországban, Szicília régióban, Catania megyében. Lakosainak száma 26 510 fő (2023. január 1.). Giarre Acireale, Milo, Sant’Alfio, Santa Venerina, Mascali, Riposto és Zafferana Etnea községekkel határos.

## Népesség
A település lakossága az elmúlt években az alábbi módon változott:
| Lakosok száma | 27 605 | 27 546 | 26 510 |
|               | 2017   | 2018   | 2023   |